# Queenstown (Maryland)
Queenstown és una població dels Estats Units a l'estat de Maryland. Segons el cens del 2000 tenia 617 habitants.

## Demografia
Segons el cens del 2000, Queenstown tenia 617 habitants, 255 habitatges, i 184 famílies. La densitat de població era de 581 habitants per km².
Dels 255 habitatges en un 27,1% hi vivien nens de menys de 18 anys, en un 57,6% hi vivien parelles casades, en un 11% dones solteres, i en un 27,8% no eren unitats familiars. En el 22% dels habitatges hi vivien persones soles el 6,3% de les quals corresponia a persones de 65 anys o més que vivien soles. El nombre mitjà de persones vivint en cada habitatge era de 2,42 i el nombre mitjà de persones que vivien en cada família era de 2,83.
Per edats la població es repartia de la següent manera: un 20,6% tenia menys de 18 anys, un 8,6% entre 18 i 24, un 28,7% entre 25 i 44, un 28,4% de 45 a 60 i un 13,8% 65 anys o més.
L'edat mediana era de 41 anys. Per cada 100 dones de 18 o més anys hi havia 99,2 homes.
La renda mediana per habitatge era de 48.500 $ i la renda mediana per família de 49.500 $. Els homes tenien una renda mediana de 37.321 $ mentre que les dones 30.893 $. La renda per capita de la població era de 24.185 $. Entorn del 3,9% de les famílies i el 3,7% de la població estaven per davall del llindar de pobresa.

## Poblacions més properes
El següent diagrama mostra les poblacions més properes.